# Yunwu
Yunwu (kinesiska: 云雾) är en socken i sydvästra Kina. Den ligger i Fengjie härad i storstadsområdet Chongqing, omkring 270 kilometer nordost om det centrala stadsdistriktet Yuzhong. Antalet invånare är 3 287. Befolkningen består av 1 583 kvinnor och 1 704 män. Barn under 15 år utgör 20,0 %, vuxna 15-64 år 65 %, och äldre över 65 år 14,0 %. Yunwu är en etnisk minoritetssocken (族乡,"zu xiang") för tujia-folket. 